# Löh (Windeck)
Löh ist ein Ortsteil der Gemeinde Windeck im Rhein-Sieg-Kreis.

## Lage
Löh liegt im alten Siegbett um den Dreiseler Umlaufberg nördlich von Helpenstell.

## Geschichte
Das isolierte Haus gehörte zum Kirchspiel Rosbach und zeitweise zur Bürgermeisterei Dattenfeld.
1845 hatte das Haus neun evangelische Einwohner. 1863 waren es sieben Personen. 1888 gab es sieben Bewohner in dem Haus.
1962 wohnten hier drei und 1976 vier Personen.